# Vlastibor Konečný
Vlastibor Konečný (Frýdek-Místek, 2 gennaio 1957) è un ex ciclista su strada ceco, fino al 1992 cecoslovacco.

## Palmarès

### Altri successi
- 1975

Lidice
- 1978

International Presidency Turkiye Tour
3ª tappa Sealink Race (Rhyl > Holyhead)
Classifica generale Sealink Race
- 1979

2ª tappa, 2ª semitappa Settimana Ciclistica Bergamasca  (Curno > Curno)

## Piazzamenti
- Giochi olimpici

Mosca 1980 - In linea: 17°
Mosca 1980 - Cronometro a squadre: 3°